# Legenda Rity
Legenda Rity (niem. Die Stille nach dem Schuss, dosł. tłum. Cisza po strzale) – niemiecki dramat filmowy z 2000 roku w reżyserii Volkera Schlöndorffa. Zdjęcia kręcono w Berlinie, Paryżu, Gerze, Halle oraz na Rugii.

## Fabuła
Rita Vogt (Bibiana Beglau) działa w jednej z lewicowych grup terrorystycznych (takich jak Ruch 2 Czerwca czy Frakcja Czerwonej Armii) w RFN. Bierze udział w napadzie na bank (w trakcie którego terroryści częstują klientów banku czekoladkami) oraz próbie odbicia jednego z towarzyszy z więzienia znajdującego się w Berlinie Zachodnim. Grupa przejeżdża tranzytem przez znajdujący się na terenie NRD dworzec Berlin Friedrichstraße. Tam funkcjonariusz Stasi Erwin Hull (Martin Wuttke) składa im propozycję pozostania i ukrycia się we wschodnich Niemczech. Wierząca w ideały demokracji ludowej Rita oraz Friederike Adebach (Jenny Schily) decydują się na skorzystanie z propozycji. Dwaj towarzyszący im mężczyźni chcą nadal walczyć z imperializmem, wkrótce giną w kolejnym napadzie.
Stasi tworzy Ricie nową tożsamość (legendę) i organizuje jej zatrudnienie w zakładzie odzieżowym. Naiwny idealizm Rity powoduje, że jest ona odrzucana przez współpracowniczki. Zaprzyjaźnia się jedynie z alkoholiczką Tatjaną (Nadja Uhl), ich relacje nabierają charakteru seksualnego. Jedna ze współpracowniczek z fabryki, oglądając zachodnioniemiecki program telewizyjny, rozpoznaje Ritę jako poszukiwaną terrorystkę. Rita ponownie zgłasza się do Stasi, która buduje jej kolejną tożsamość. Aby uniknąć jej zdemaskowania, Tatjana zostaje aresztowana i uwięziona.
Opiekując się dziećmi na obozie nad Bałtykiem poznaje i zakochuje się w Jochenie (Alexander Beyer). Kiedy przed Jochenem otwiera się możliwość wyjazdu na stypendium do Związku Radzieckiego, proponuje Ricie małżeństwo. Agenci Stasi nie wyrażają zgody na wyjazd Rity, wyjaśniając, że nie mogą ukryć jej prawdziwej tożsamości przed Rosjanami, ani też przyznać się do jej ukrywania.
W 1990 roku następuje zjednoczenie Niemiec, policja obu krajów zaczyna współpracować. Rita w telewizyjnych wiadomościach widzi informację o zidentyfikowaniu i zatrzymaniu Friederike Adebach, którą wcześniej przypadkiem spotkała. Mając świadomość, że jej zatrzymanie jest tylko kwestią czasu, Rita podejmuje próbę przejazdu przez posterunek kontrolny na ukradzionym motocyklu i zostaje śmiertelnie ranna.

## Obsada
- Bibiana Beglau – Rita Vogt
- Nadja Uhl – Tatjana
- Martin Wuttke – Erwin Hull
- Harald Schrott – Andreas Klein
- Mario Irrek – Joachim Klatte
- Alexander Beyer – Jochen Pettka
- Jenny Schily – Friederike Adebach

## Odniesienia
Niektóre motywy życiorysu Rity Vogt przypominały biografię autentycznej działaczki lewicowych grup terrorystycznych Inge Viett, w takim stopniu, że ta zarzuciła autorom scenariusza plagiat jej autobiografii. Postać Friederike Adebach była wzorowana na innej działaczce RAF Susanne Albrecht.